# ももプロZ
『ももプロZ』（ももプロゼット）は、小城徹也による4コマ漫画。ももいろクローバーZが、女子プロレスラーとして活動しているという架空の設定の物語である。
当初は『月刊少年ライバル』にて2012年3月号から連載を開始。しかし2014年7月号をもって同誌が休刊。掲載媒体をももいろクローバーZ・ファンクラブサイト上へ変え継続されることとなった。
『ももプロZ』（全7巻）として単行本化されている（ファンクラブサイト移籍後の分は『ももプロZ AEスーパースター列伝』の名称）。

## あらすじ
「ももいろプロレスリングZ」所属女子プロレスラーの5人が繰り広げる過激なパフォーマンス、そして騒々しい日々が描かれる。
控え室などが主な物語の舞台で試合シーンはあまり無いが、試合に向けて準備をする、又は試合後の描写はある。プロレスにまったく関係のないエピソードも多いが、メンバー全員が人並み外れた身体能力を持った女子プロレスラー、という設定は守られている。玉井と有安が入れ替わるというエピソードもある。

## 登場人物
ももいろクローバーZのメンバーの実名が使われ、キャラクター設定も実際の性格を踏まえたものとなっている。
百田夏菜子（ももた かなこ）
無邪気な暴走リーダー。巨大な鉄球を何度もぶつけて、体を鍛えようとしたことから、メンバーからは「かなこがここまでバカとは知らなかった」と思われた。ほとんど漢字が読めない。自分の山彦を救助相手と思い込んで山へ走ろうとした為佐々木たちに突っ込まれた。
イメージカラーは赤。
玉井詩織（たまい しおり）
甘えん坊食いしん坊なマイペース。食べ物には目がなく、よく何かを食べている。
イメージカラーは黄色。
佐々木彩夏（ささき あやか）
ももプロのアイドル。作品内ではツッコミ役になる事が多いが自身もよく暴走する。ママにGPSで居場所を常時チェックされている。
イメージカラーはピンク。
有安杏果（ありやす ももか）
負けず嫌いの小さな巨人。身長が小さい事から、メンバーからよくいじられる。極度のビビリで、肝試しをやると聞いただけで生まれたての小鹿のように四足で震えだす。
イメージカラーは緑。
高城れに（たかぎ れに）
ももプロの感電少女。空気を読まない行動や発言が多い。ツチノコなどのUMAに興味があり、雑誌「マー」を所持している。
イメージカラーは紫。
川上マネージャー
ももプロを総括する興業マネージャー。メンバーには自分の趣味や、無茶ブリをよく押し付ける。一人だけ劇画タッチになっている。玉井と有安が入れ替わった時、最後に有安と入れ替わってしまう。
ももたん
ももプロ控え室のマスコット的存在。動くことができるが、ももプロメンバーは気づいていない。
ベアダーくん
ももプロの反省会に登場したキャラクター。
また、僅かな登場だが、古屋マネージャー（ベレー帽のモデルとして）・バナナマン・児嶋一哉（アンジャッシュ）・高橋健一（キングオブコメディ）・山里亮太（南海キャンディーズ）らしき人物も見受けられる。

## 単行本一覧
| タイトル | タイトル              | 発売日        | ISBN                   |
| -------- | --------------------- | ------------- | ---------------------- |
| 1        | ももプロZ 1           | 2012年9月4日  | ISBN 978-4-06-380230-6 |
| 1        | ももプロZ 1（限定版） | 2012年9月4日  | ISBN 978-4-06-362230-0 |
| 2        | ももプロZ 2           | 2013年2月4日  | ISBN 978-4-06-380251-1 |
| 2        | ももプロZ 2（限定版） | 2013年2月4日  | ISBN 978-4-06-362240-9 |
| 3        | ももプロZ 3           | 2013年8月2日  | ISBN 978-4-06-380280-1 |
| 3        | ももプロZ 3（限定版） | 2013年8月2日  | ISBN 978-4-06-362257-7 |
| 4        | ももプロZ 4           | 2013年12月4日 | ISBN 978-4-06-380295-5 |
| 4        | ももプロZ 4（限定版） | 2013年12月4日 | ISBN 978-4-06-362268-3 |
| 5        | ももプロZ 5           | 2014年5月2日  | ISBN 978-4-06-381316-6 |
| 6        | ももプロZ 6           | 2014年5月2日  | ISBN 978-4-06-381320-3 |
| 7        | ももプロZ 7           | 2014年11月4日 | ISBN 978-4-06-381341-8 |

| タイトル | タイトル                         | 発売日        | ISBN                   |
| -------- | -------------------------------- | ------------- | ---------------------- |
| 1        | ももプロZ AEスーパースター列伝 1 | 2015年4月3日  | ISBN 978-4-06-377161-9 |
| 2        | ももプロZ AEスーパースター列伝 2 | 2015年7月3日  | ISBN 978-4-06-377230-2 |
| 3        | ももプロZ AEスーパースター列伝 3 | 2015年12月4日 | ISBN 978-4-06-377375-0 |